# Bộ nhớ điện tĩnh
Bộ nhớ điện tĩnh (tiếng Anh: Non-volatile memory) hay còn gọi là bộ nhớ bất biến (không khả biến) là loại bộ nhớ máy tính có thể lấy lại được thông tin đã lưu trữ ngay cả khi nó từng bị ngắt nguồn cấp điện (tức là thông tin đã lưu trữ trên nó không bị mất khi nó bị ngắt nguồn cấp điện). Thí dụ về bộ nhớ điện tĩnh gồm có bộ nhớ ROM (read-only memory), bộ nhớ flash (flash memory), bộ nhớ RAM điện-sắt (ferroelectric RAM), hầu hết các thiết bị lưu trữ máy tính kiểu từ tính (như ổ cứng, đĩa mềm và các băng từ), đĩa quang, và các phương pháp lưu trữ máy tính thời xưa như cuộn giấy (paper tape) và các thẻ chữ (punched card).
Bộ nhớ điện tĩnh được dùng chủ yếu cho việc lưu trữ thứ cấp - lưu trữ dự phòng (secondary storage), hoặc lưu trữ thường trực lâu dài. Cấu trúc được dùng rộng rãi nhất của bộ nhớ sơ cấp - bộ nhớ cơ sở (primary storage) ngày nay là cấu trúc bộ nhớ RAM điện động (volatile), có nghĩa là khi máy tính bị tắt nguồn thì mọi thứ chứa trong RAM bị mất; do đó, bộ nhớ RAM điện động chủ yếu được dùng làm bộ nhớ đệm, bộ nhớ tạm của thiết bị máy tính. Tuy nhiên, hầu hết các cấu trúc bộ nhớ điện tĩnh (non-volatile memory) đều có các giới hạn khiến chúng không có khả năng phù hợp cho dùng làm bộ nhớ sơ cấp (primary storage). Cơ bản là do bộ nhớ điện tĩnh (non-volatile memory) tốn kém nhiều, cung cấp công năng thấp hơn, hoặc có độ bền ghi yếu hơn so với bộ nhớ RAM điện động (volatile random access memory).
Bộ nhớ dữ liệu điện tĩnh (Non-volatile data storage) có thể được phân loại trong các hệ thống đánh địa chỉ bằng điện (bộ nhớ chỉ đọc ROM) và các hệ thống đánh địa chỉ bằng cơ (như là ổ cứng, đĩa quang, băng từ, bộ nhớ đồ hoạ holographic chẳng hạn). Các hệ thống đánh địa chỉ bằng điện thì tốn kém, nhưng mà nhanh, trong khi đó các hệ thống đánh địa chỉ bằng cơ thì có giá thành hạ tính theo mỗi bit, nhưng mà chậm. Một ngày nào đó, Bộ nhớ điện tĩnh có thể loại bỏ được sự cần thiết với các cấu trúc hệ thống lưu trữ thứ cấp chạy chậm, như là các ổ cứng chẳng hạn.
Nhiều công ty đang làm việc về phát triển các hệ thống nhớ điện tĩnh có khả năng so sánh được về tốc độ và dung lượng với RAM điện động (volatile).